# Estação Dugommier
Dugommier é uma estação da linha 6 do Metrô de Paris, localizada no 12.º arrondissement de Paris.

## Localização
A estação está situada na interseção do boulevard de Bercy e do boulevard de Reuilly com a rue de Charenton.

## História
A estação foi aberta em 1909 sob o nome de Charenton (em homenagem à rua do mesmo nome). Ela levou seu nome definitivo em 12 de julho de 1939, provavelmente para evitar confusão devido à extensão (em construção naquela data) da linha 8 a Charenton-le-Pont.
Seu nome vem de sua proximidade com a rue Dugommier cujo nome presta homenagem a Jacques François Dugommier (1738-1794, cujo nome real era Coquille até 1785), general francês, deputado da Convenção, que comandou as tropas francesas que reprimiram Toulon. Ele ganhou outra vitória decisiva na Batalha de Le Boulou em maio de 1794 e foi morto na segunda batalha de La Muga em novembro de 1794.
Em 2011, 2 694 014 passageiros entraram nesta estação. Ela viu entrar 2 674 338 passageiros em 2013, o que a coloca na 202ª posição das estações de metrô por sua frequência em 302.

## Serviços aos passageiros

### Acesso
A estação tem um único acesso constituído de uma escada fixa em frente ao nº 1 do boulevard de Reuilly.

### Plataformas

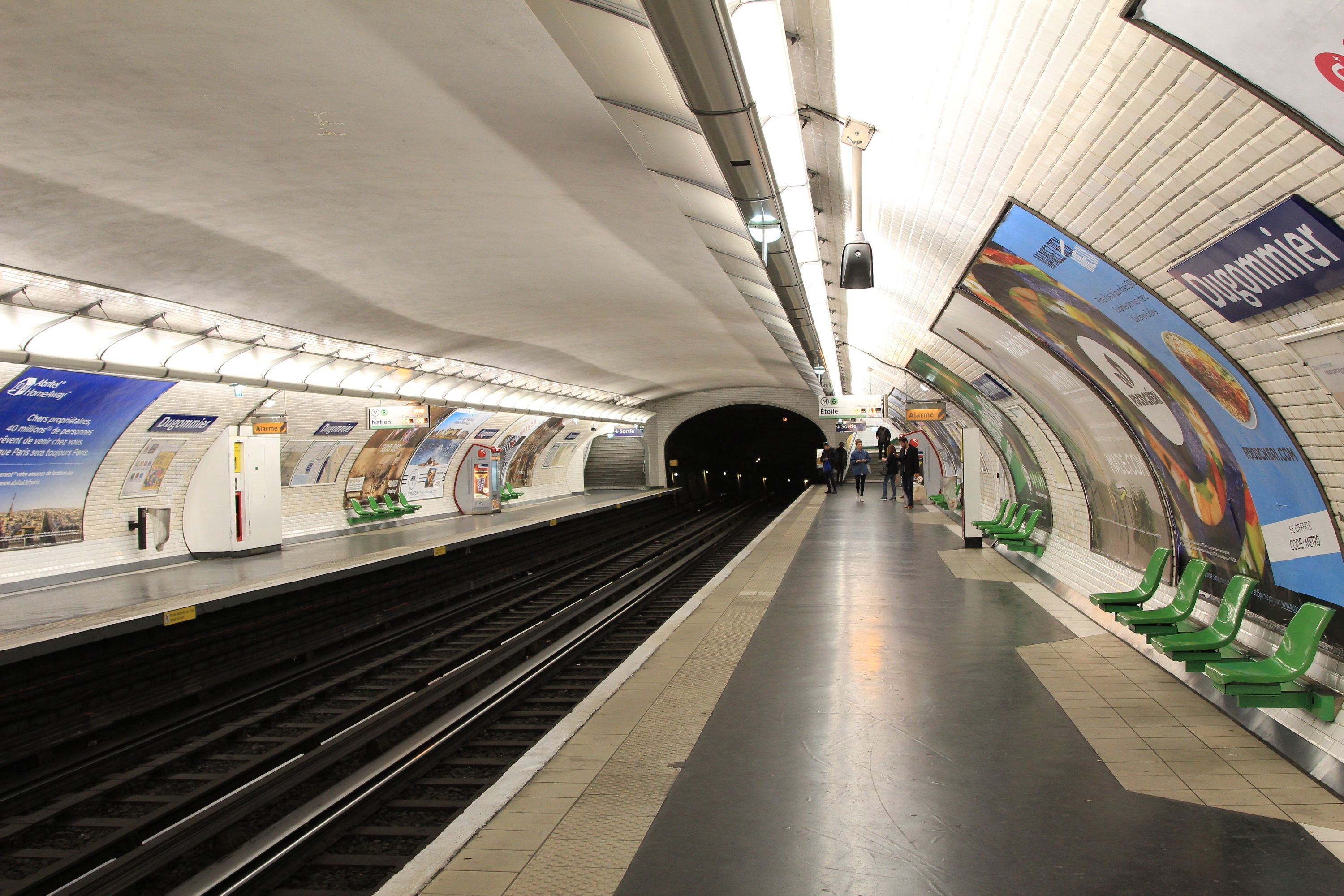
Plataformas vistas em direção a Charles de Gaulle - Étoile.

Dugommier é uma estação de configuração padrão com duas plataformas laterais separadas pelas vias do metrô sob uma abóbada elíptica. A decoração é do estilo utilizado pela maioria das estações de metrô: as faixas de iluminação são brancas e arredondadas no estilo "Gaudin" da renovação do metrô da década de 2000, e as telhas em cerâmica brancas biseladas recobrem os pés-direitos, os tímpanos e as saídas dos corredores. A abóbada é revestida e pintada de branco. Os quadros publicitários são metálicos e o nome da estação é inscrito na fonte Parisine em placas esmaltadas. Os assentos são do estilo "Motte" de cor verde.
As escadas que levam às plataformas são quadradas, assim como o perímetro das plataformas e os locais sob os assentos.

### Intermodalidade
A estação é servida pelas linhas 71, 77, 87 e 215 da rede de ônibus RATP.

## Pontos turísticos
- Prefeitura do 12.º arrondissement
- Promenade plantée e Jardin de Reuilly